# Palmemordet
Palmemordet er den almindelige betegnelse for mordet på Sveriges statsminister Olof Palme, hvor han blev dræbt af et enkelt skud på åben gade i Stockholms bymidte fredag 28. februar 1986 klokken 23:21 (CET) i krydset Sveavägen-Tunnelgatan. Efterforskningen udviklede sig til en af verdens største mordefterforskninger; flere mistænkte var anholdt og Christer Pettersson blev dømt, men siden frikendt.
Selve efterforskningen blev genstand for flere undersøgelser, iblandt disse en kommisionsrapport fra 1999 på over 1000 sider. Der har været udsat en dusør på oprindelig 500.00 sv. kr., som siden er øget til 50 millioner kroner.
I juni 2020, 34 år efter mordet, blev Stig Engström, der også i pressen blev kendt som "Skandiamanden", udpeget som den formodede gerningsmand bag mordet.

## Baggrund
Olof Palme var en af Nordens mest markante politikere. I 1969 havde han overtaget Sveriges statsministerpost efter Tage Erlander og rykket partiet til venstre, ikke mindst på det udenrigspolitiske område. Med undtagelse af perioden 1976-82 var Palme regeringschef frem til sin død. Året før mordet havde han vundet valget til Riksdagen.
Palme fremkaldte stærke følelser. I Sverige taler man ligefrem om såkaldt Palmehad blandt hans politiske modstandere.[kilde mangler] Ifølge politikeren Carl Tham nåede dette Palmehad "ubærlige højder" lige før mordet. Blandt hadets udtryk var organisationen EAPs afbildning af Palme som en vanvittig, grinende øksemorder. En borgerlig studenterpolitisk organisation brugte under valget i 1985 statsministeren som skræmmebillede ved at advare om, at "en stemme på Socialdemokraterna er en stemme på Olof Palme".

## Hændelsesforløbet

### Planlægning af biografbesøg
Sønnen Mårten Palme havde dagen før mordet fået anbefalet filmen Brødrene Mozart, da han var til middag hos en familie i Lidingö, så da hans kæreste Ingrid ringede næste dag omkring klokken 14 bestemte de sig for at tage ind og se den film i biografen Grand. Mårten købte derefter omkring ved 5-tiden to billetter til forestillingen. Olof og Lisbeth Palme, der kun et par gange om året gik i biografen, havde også talt om at tage i biografen og de havde tænkt på Mit liv som hund, der gik i en anden biograf: Spegeln på Birger Jarlsgatan.
Tidligt på aftenen ringede Lisbeth til Ingrid og inviterede Ingrid og Mårten i Spegeln-biografen, men Lisbeth fik da at vide at de allerede havde besluttede sig for at se en anden film. Lige efter klokken 18, da Mårten kom hjem, ringede han til Ingrid, der da fortalte om samtalen med Lisbeth.
Olof Palme kom hjem klokken cirka 18:30 til Palmeparrets lejlighed på Västerlånggatan 31, Gamla Stan. Hans livvagter havde allerede om formiddagen forladt ham, da han havde forklaret, at han ikke behøvede dem mere den dag. Hjemme talte han i telefon med sønnen Mårten Palme, og de diskuterede blandt andet biografbesøget, men intet blev besluttet. Olof Palme talte også i telefon med partisekretæren Bo Toresson og statsråd Sven Aspling.
Efter at Lisbeth og Olof Palme havde spist, besluttede de at gå i Grand-biografen.
Lidt over 20:30 tog Olof og Lisbeth afsted i undergrundsbanen med et fuldt tog, stod af ved stationen Rådmansgatan og gik ad Sveavägen den korte vej til biografen Grand.
Ved biografen mødte Olof og Lisbeth Mårten Palme og Ingrid lidt før ni, og det er først der, at det blev klart for Mårten og Ingrid, at de alle skal se filmen sammen. De fire satte sig i salonen indtil forestillingen begyndte klokken 21:15.
Forløbet omkring planlægningen af biografbesøget har betydet at ganske få personer har vidst, at Olof Palme ville besøge biografen den aften, og at det var sent at det blev besluttet.
I det tilfælde at mordet er et planlagt attentat kan man hæfte sig ved flere elementer:
For det første har en planlægning kun har haft få timer til at arbejde i.
For det andet må morderen eller eventuelle medgerningsmænd have fået informationen om biografbesøget,
enten ved at have aflyttet Palmes telefon løbende
eller ved at holde deres lejlighed under konstant overvågning.

### Efter biografen
Filmen sluttede klokken 23:05–23:10 og efter at de havde talt lidt, skiltes Olof og Lisbeth fra Mårten og Ingrid. Olof og Lisbeth gik ikke tilbage til stationen Rådmansgatan, men valgte at gå den modsatte vej mod syd langs Sveavägen. De krydsede Sveavägen ved Adolf Fredriks kirke og stoppede for at kigge på et udstillingsvindue i tøjbutikken Sari i krydset Sveavägen-Adolf Fredriks kyrkogata og fortsatte så videre til den krydsende gade Tunnelgatan.
Der skød en mand Palme i ryggen på 10 til 30 cm afstand med en revolver omtrent klokken 23:21:30 og flygtede ad Tunnelgatan. Kuglen ramte vitale dele og Palme døde straks. En kugle strejfede også Lisbeth Palme. Palme blev kørt til Sabbatsbergs sygehus i ambulance hvor han erklæredes død lidt over midnat.
Morderen løb hen ad Tunnelgatan, over den krydsende Luntmakargatan, op ad trapperne til Malmskillnadsgatan, over den og videre mod øst ad David Bagares Gata. Efter David Bagares Gata er der ingen sikre vidneudsagn.

### Mordstedet efter mordet
Flere af hændelserne ved mordstedet efter mordet kan tidsfæstes nøjagtigt på baggrund af automatisk indspillede tidsangivelser af "Frøken Klokken" hos alarmcentralen.
Den første sådanne hændelse var øjenvidnet Leif L.'s opkald fra sin biltelefon til alarmcentralen klokken 23:22:20. I telefonen sagde han "där mord på Sveavägen" og omstillingstelefonisten sagde, at han omstilledes til politiet. Leif L. kom dog ikke igennem og afbrød forbindelsen klokken 23:23:40. Alarmcentralens uheldige behandling af opkaldet betød, at vigtige minutter tabtes i jagten på den flygtende morder.
Øjenvidnet og taxachaufføren den 28-årige Anders Delsborn kommunikerede umiddelbart efter mordet med sin taxacentral hos Järfälla Taxi, og centralens telefonist ringede til Stockholms politi. Der fik hun fat i radiooperatøren Ulf H., som bad hende om at kontakte Delsborn og få ham til at blive på stedet indtil politiet kom. Efter hun havde gjort dette, ringede hun til alarmcentralen klokken 23:23:40.
En anden taxachauffør fra Järfälla Taxi, der holdt få hundrede meter væk på Kungsgatan, overhørte Anders Delsborns opkald til centralen, og da han så en politibil, gjorde han politifolkene opmærksom på hændelsen. Politifolkene var kommissær Gösta Söderström og dennes chauffør Ingvar W. De kørte straks til mordstedet og ankom som de første politifolk.
Gösta Söderström var ikke enig med de officielle tidsangivelser og mente at de var forvanskede.

## Reaktioner
Sveriges natradio afbrød den normale sending og udsendte et nyhedsindslag om Palmes død klokken ti minutter over et. Indslaget forklarede blandt andet, at Palme var blevet skudt, ført til Sabbatsbergs sygehus, at regeringen var informeret og politiet søgte en morder.
Det svenske SVT sendte en ekstraudsendelse klokken fire om natten.
På mordnatten samledes den svenske regering i Rosenbad under ledelse af Ingvar Carlsson.
Dagene efter blev der spontant lagt blomster ved mordstedet. En gaslampe, der skulle brænde frem til Palmes begravelse, blev stillet op på et podium og fagforeningsfolk stod fanevagt.
Ved Nordisk Råd i København den 3. marts 1986 sagde den norske statsminister Kåre Willoch:
| „ | Olof Palmes død har samlet Nordens folk i et sorgens og oprørthetens fellesskab av like følelser - vi har de siste dagene på ny fått bekreftet hvor nær vi står hverandre når vi rammes. | “ |

Palme blev æret ved en mindehøjtidelighed i Stockholms rådhussal den 16. marts 1986. 23 regeringsledere blandt i alt 1.500 gæster deltog. 132 lande var repræsenteret. Den senere myrdede Anna Lindh holdt som 28-årig formand for det socialdemokratiske ungdomsforbund en bevægende mindetale.
Hun sagde blandt andet:
| „ | Et menneske kan myrdes, men ikke idéer. Dine idéer lever videre igennem os. Efter vores formåen vil vi føre din kamp videre, kampen for freden, for international solidaritet, kampen for et frit og åbent Sverige uden racisme og fremmedfjendtlighed. Vor tak til dig bliver at føre dit budskab videre. | “ |

For mange svenskere kom det som et chok, at et statsministermord kunne ske i Sverige. Mordet og dets manglende opklaring har ført til, at det betegnes som et nationalt traume i Sverige.
Mange år senere i 2013 udtalte forfatteren Arne Dahl, da han blev udspurgte om brutaliteten i tv-serien, der bar hans navn, at Palmemordet var "et slag mod den idealiserede forestilling vi havde om os selv, at statsministeren kunne gå rundt om aftenen uden nogen beskyttelse. Denne illusionen blev tabt. Og pludselig var der en masse ændringer".
Ikke alle var lige rystede over Palmemordet. Således var der personer blandt det stockholmske politi der åbenlyst fejrede Palmes død, og to af dem skålede endda i champagne.

## Efterforskning

### Oversigt
Mordet på Olof Palme har ført til en af verdens mest omfattende efterforskninger. Efter 20 års efterforskning blev det opgjort, at efterforskningen havde kostet adskillige hundrede millioner kroner, og at efterforskningsmaterialet var på flere hundrede tusinder sider.
Over 10.000 personer er blevet afhørt i sagen, og 134 personer har tilstået drabet. 788 lovligt indkøbte våben har været prøveskudt, iblandt disse et par magnum-revolvere, der i 2000'erne dukkede op.
Efter 31 års forgæves efterforskning blev sagen i 2017 overdraget til en ny anklager, som lovede at gennemgå alt materiale fra gerningsstedet endnu engang.

I omfang anses sagen for kun at være overgået af efterforskningen af mordet på John F. Kennedy og Lockerbie bombningen.[kilde mangler]

### Historie
Efter en kaotisk politiindsats på mordnatten overtog Hans Holmér ledelsen af efterforskningen og organiserede sit arbejde i hvad der blev kaldt "Palmerummet". Det var i tiden under Hans Holmérs ledelse, at man fokuserede på Victor Gunnarsson og især PKK. I foråret 1987 blev Holmér taget af sagen og erstattet af Ulf Karlsson. Allerede året efter overtog Hans Ölvebro ledelsen, bistået af Lars Jonsson og Ingemar Krusell i en organisation, der blev betegnet "Palmegruppen".
Denne gruppe fokuserede på materiale, der belastede Christer Pettersson, som Lisbet Palme udpegede som gerningsmand ved en konfrontation. Pettersson blev idømt livstid ved byretten, men frikendt ved en ankesag i landsretten. På baggrund af en psykologudarbejdet gerningsmandsprofil fandt Ölvebro - gruppen 82 interessante profiler blandt de mistænkte, men det førte ikke til noget gennembrud i efterforskningen. Herefter blev sagen overdraget til den fjerde efterforskningsleder Stig Edqvist i 1997.
Sagen ville oprindelig være blevet forældet i 2011, men i 2010 ændrede den svenske rigsdag loven, så grove forbrydelser ikke længere kan blive forældet.
Lovændringen blev delvis begrundet med at undgå forældelse i Palmemordet.
Endnu i 2007 var otte politifolk tilknyttet efterforskningen.
I 2011 var der stadig tre politifolk tilknyttet sagen i den såkaldte Palme-gruppe, men der foregik ikke reel efterforskning og de tre beskæftigede sig hovedsageligt med andre sager.
I 2013 ved årsdagen for mordet ringede over 100 personer til det svenske politi med oplysninger i sagen. Efterforskningledelsen var da overtaget af Dag Andersson.

### Ebbe Carlsson-affæren
I den såkaldte Ebbe Carlsson-affæren forsøgte en gruppe svenskere omkring Ebbe Carlsson at foretage deres egen uafhængige efterforskning. Sagen kom til offentlighedens kendskab, da gruppens indsmugling af lytteudstyr blev opdaget i tolden. Denne sag endte med at fælde den svenske justitsminister Anna-Greta Leijon.

### Udenlandsk efterforskning
Efterforskningen fik også udløbere til udlandet. Ingemar Krusell var som et led i efterforskningen udstationeret i Vesttyskland, hvor han formidlede information mellem vesttysk og svensk politi.
Usædvanligt foretog den østtyske sikkerhedstjeneste, Stasi, deres egen uafhængige og hemmelige undersøgelsen af Palmemordet. Dokumenterne om undersøgelsen kom først til offentlighedens kendskab i 2007 efter et fund gjort af historikeren Leif Björkman i Stasis arkiv. Stasis undersøgelsen begyndte allerede timer efter mordet og efter nogle måneder var den hovedmistænkte Amir Heidari. Han var udpeget som en af Europas største menneskesmuglerer og bosat i Sverige.
I de fundne Stasi-dokumenter er i alt listet 12 mistænkte personer og dokumenterne viser, at Stasi også gennemførte prøveskydninger.

### Kommissionsundersøgelser
De svenske myndigheder har også foranstaltet flere kommissionsundersøgelser. Den første var den såkaldte Juristkommission der ledtes af Per-Erik Nilsson og var nedsat af regeringen. Den arbejdede fra maj 1986 til december 1987.
Den anden var den Edenmankommissionen opkaldt efter ordførende landshøvding Ragnar Edenman. Udover emnerne som Juristkommissionen arbejdede med så Edenmankommissionen nærmere på det såkaldte politispor. Kommissionen aflagde rapport i april 1988.
Den tredje kommission, der ledtes af landshøvding Gösta Gunnarsson, undersøgte hvordan hadbilledet og sikkerheden var omkring Palme.
Den fjerde og hidtil seneste kommission, Granskningskommissionen, resulterede i en over 1000 siders rapport i juni 1999. Landshøvding Sigvard Marjasin var mellem 1994 og 1996 leder af denne kommission, derefter landshøvding Lars Eric Ericsson, og den undersøgte efterforskningen og bedømte og vurderede hvordan dette arbejde havde forløbet.

### Aflytningsundersøgelse
I efteråret 1988 begyndte en undersøgelse efter mistanke om ulovlige aflytning i forbindelse med Palmemordet.
Det var chefanklager Jan Danielsson der indledte en forundersøgelse som førte til at 6 politichefer blev tiltalt. Anklagerne lød på at politiet i ni tilfælde ulovligt havde aflyttet personer med tilknytning til PKK.
Ifølge tiltalen havde en aflytning været foretaget mod en kurdisk bogcafé på David Bagares gata i forbindelse med efterforskningen af mordet på Enver Ata i 1984. Syv andre aflytninger var foretaget imellem marts 1986 og maj 1987 i forbindelse med efterforskningen af Palmemordet og var foretaget i PKK-medlemmers boliger.
Blandt de tiltalte var Hans Holmér og Säpos operative chef P.-G. Näss.

### Afslutningen af efterforskningen.
Den 10. juni 2020, mere end 34 år efter mordet, konkluderede de særlige efterforskere, der efterforskede mordet, at Stig Engström, der også i pressen blev kendt som "Skandiamanden", formentlig stod bag mordet. Engström havde tidligere været én af de hovedmistænkte. Han begik selvmord i 2000, og kan derfor i dag hverken benægte eller bekræfte sin skyld, men benægtede før sin død, at han stod bag.
Chefanklageren Krister Petersson udtalte da:
| „ | Eftersom den personen är död, kan jag inte väcka åtal mot honom, utan har beslutat att lägga ner förundersökningen. Enligt min mening går det inte att komma runt Stig Engström som misstänkt gärningsman. Min bedömning är att det efter drygt 34 år är svårt att tro att vidare utredning skulle ge någonting ytterligare, jag anser att vi kommit så långt man kan begära | “ |

## Mordvåbnet og ammunition
De to kugler der blev afskudt er stort set de eneste tekniske spor, der har kunnet bruges i den videre efterforskning. Derfor har de været indgående studeret.

### Ammunition
Politiets teknikere fandt ikke de to kugler, der var brugt:
Den ene blev fundet af en indisk journalist på det modsatte fortov den 1. marts. Den anden blev fundet den 2. marts tæt ved gerningsstedet af en kvinde.
Ammunitionen var en Winchester .357 Magnum Metal Piercing fra producenten Winchester Western.
Isotop-analyse i 1990 afslørede, at fabrikken havde fremstillet den i 1979 og pakket den i æsker med mærket "PM".
Ni andre kugler af denne type blev senere opsporet blandt andet til en våbenhandler i Lapland. 4 af de 9 kugler kom fra en æske mærket "3 PM 7" hvilket betød, at de var fremstillet den 7. november 1979.

### Våben
Ammunitionen tydede på, at våbnet var en .357 Magnum.
Blandt andet Smith & Wesson producerer denne type.
En opgørelse fandt at der i alt var 2160 registrerede revolvere i Sverige heraf 650 i Stockholms län.
I marts-april 1986 besluttede politiet at alle revolvere i Stockholms län skulle prøveskydes.
Svenskere med en .357 magnumrevolver blev bedt om at henvende sig til politiet med deres våben.
På dette tidspunkt blev systematisk prøveskydninger dog ikke gennemført,
men senere er flere hundrede revolvere blev prøveskudt.
Fund af Magnum-revolvere har til stadighed kunne optage svenske medier, senest i april 2013 og ved juletid i 2015.
Visse våben har påkaldt sig særlig interesse:

#### Mockfjärd-revolveren
En magnumrevolver og panserbrydende Winchester ammunition blev stjålet i Haparanda i Lapland den 6. september 1983.
Revolveren blev brugt af en af indbrudstyvene ("Veijo R") til at røve en bank i Bruzaholm den 28. september 1983 sammen med en anden kriminel ("Lasse A").
En måned efter var der et andet røveri den 27. oktober 1983 i Mockfjärd, hvor en røver havde skudt en kugle i væggen.
Denne kugle og kuglen fra mordet stemte overens med hensyn til blyets isotoper, men Mockfjärd-kuglen var for beskadiget til at mærkerne kunne sammenlignes med kuglerne fra mordet. To finske brødre havde efter al sandsynlighed begået røveriet. En af finnerne fortalte senere, at revolveren var solgt til en narkoman, og finnen ville have penge for at oplyse, hvem det var.
En af finnerne, Pekka, havde dog i 1997 påstået overfor politiet, at han havde solgt våbnet til Christer Petterson i 1985. Pekka havde været sammen med Christer Petterson i fængslet Kumla.
Den anden finne påstod dog, at han kastede revolveren i søen Flosjön, og politiet gennemsøgte denne sø i to omgange.
Med et tip, der kom frem via den svenske avis Expressens journalist Christian Holmén, fandt man i november 2006 i en sø i Dalarna et våben.
Våbennummeret på den fundre revolver var det samme som på våbnet der var blevet stjålet i Haparanda.
Revolveren blev fundet i Djursjön der ligger nogle kilometer nord for Flosjön, hvor politiet havde ledt. Efter at dykkerne havde fundet våbnet, gennemsøgte politiets teknikere også stranden ved Djursjön.
Den fundne revolver var stærkt medtaget af rust og kunne ikke umiddelbart prøveskydes. I begyndelsen af december 2006 meddelte chefen for Statens Kriminaltekniske Laboratorium, at den stadig ikke var blevet prøveskudt.
Senere i maj 2007 meddelte Stig Edqvist, chefen for politiets Palmegruppe, at revolveren var blevet prøveskudt, men at den var så rusten, at de kriminaltekniske undersøgelser ikke kunne afgøre, om den havde været anvendt ved Palmemordet.

#### Sucksdorff-revolveren
Sucksdorff-revolveren var en anden magnumrevolver, der var i søgelyset. Ifølge Bondesons bog blev den fundet i 2002, men ballistiske undersøgelser udelukkede denne revolver, mens Dagens Nyheter skriver, at den er den ene af to manglende. Også Svenska Dagbladet skriver, at et våben fundet i 2002 ikke var Sucksdorff-revolveren, men et ukendt våben. Denne revolver blev stjålet fra filminstruktøren Arne Sucksdorffs hjem i Stockholm en 17. december 1977. Ifølge Aftonbladet skal revolveren have været stjålet af en forbryder med tilknytning til Sigge Cedergren, og forbryderen skal have solgt revolveren og ammunitionen et par dage efter. Et hylster blev også stjålet. Sigge Cedergren skal have købt en revolver med hylster, og han har konstrueret en tegning af hylstret. Arne Sucksdorffs søn Jens lavede også en tegning af hylstret, og ifølge Aftonbladet er tegningerne meget lig hinanden. Sigge Cedergren berettede på sit dødsleje, at han lånte en magnumrevolver og ammunition til Christer Pettersson.[kilde mangler]

#### Skeppsholmen-våbnet
Christer Andersson, også kendt som gerningsmandsprofilens GH, ejede en Magnum-revolver.
Han mødte aldrig op til testskydningen.
Andersson påstod, at han havde solgt revolveren og to æsker ammunition for 5.500 kroner i efteråret 1992.
Handlen skulle være sket på Skeppsholmen til en sydlænding efter at Andersson havde mødt ham dagen før på Café Operas fortovscafé.

#### Andre våben
Våben-fundet fra 2002, og som man da troede kunne være Sucksdorff-revolveren, blev fundet med hjælp fra en 47-årig kriminel med forbindelser til Sigge Cedergren.
En revolverpibe indleveret via freelancejournalisten Nuri Kino i marts 2006 skulle prøveskydes.
Piben blev dog ikke afskudt, da man kunne udelukke den på anden måde.
Senere i 2006 hævdede en 76-årig mand at han havde fundet en revolver i Mussjön i 1983 mens han var ude at fiske. Han påstod videre at have solgt våbnet til Sigge Cedergren, at Cedergren senere bad ham opbevare våbnet og at våbnet i 1988 stadig var der hvor han havde gemt det. Den 76-årige tilbød Palmeefterforskerene revolveren til gengæld for 500.000 kroner hvilket de dog ikke accepterede.
I juli 2007 kom det frem, at endnu en Magnum-revolver var fundet, da i forbindelse med en oprydning i en gammel lade i Månkarbo i Uppland.
Laden havde stået ubenyttet i 15 år. Flyttekassen med revolveren skal have været fragtet til laden af dens tidligere ejere — et par fra Stockholm med forbindelser til det kriminelle miljø. Flyttekasserne indeholdt også regninger fra tiden omkring mordet på Palme.
Det viste sig dog at revolveren ikke var ægte.
I 2011 kom en ny revolver til politiets kendskab.
Fra en lokalavis i Örebro i det centrale Sverige fremkom oplysninger om at en person lå inde med en magnum-revolver der var købt tre måneder efter mordet.
Revolveren havde ikke været undersøgt af politiet i forbindelse med mordet.
Da revolveren var udfærdiget med licens havde køberen regnet med at den var testet.
År senere blev endnu en revolver overleveret til politiet.
Expressen kunne rapportere ved juletid i 2015 at
overleveringen var sket med Leif GW Perssons mellemkomst.
Tidligere havde Persson også formidlet overlevering af en patron.

## Vidner
Øjenvidnernes beretninger har haft en central plads i efterforskningen og de er blevet diskuteret igen og igen i de mange bøger og andre skildringer om mordet.
Det har været diskuteret med hvilken vægt man skal tro de til tider modsætningsfyldte forklaringer, og der er stillet spørgsmål ved politiets og anklagemyndighedens brug af øjenvidnerne.
På Palme-parrets tur fra Västerlånggatan med tunnelbanen til Rådmansgatans station var der ingen vidner der bemærkede, at Palme-parret skulle have været forfulgt.
Et vidne i toget angav at Palme-parret, som hun genkendte, var de eneste voksne i vognen. Resten af de omkring femten var unge.
I Grand-biografen til forestillingen var 206 pladser af i alt 262 besat.
Palme blev genkendt af mange i biografen.
Blandt publikum som bemærkede Palme var journalisten Leif Nylén og ordføreren for Tjänstemännens Centralorganisation TCO, Björn Rosengren, som Palme talte med.
Også den i Sverige senere kendte komiker Robert Gustafsson var blandt publikum og genkendte Palme.

### Grandmanden
Mange observationer omkring Grand-biografen samlede sig om hvad medierne gav navnet "Grandmanden", — en mand der beskrives som værende fra 35 til 45 år, fra 160 til 185 centimeter og ofte opgivet til omkring 180 centimeter. Observationerne blev gjort både før Palme-familiens film begyndte og omkring tidspunktet hvor den sluttede.
En af de vigtige vidner var kunstnerinde Birgitta Wennerling, der havde set den tidlige aftenforestilling med sin mand og en veninde.
Da de kom ud ved ni-tiden lagde hun mærke til en mand på fortovet der med et "brændende blik" kiggede ind i biografen,
og hun følte sig lidt bange da hun så ham.
Ud fra hukommelsen udfærdigede hun senere tegninger af manden.
Et andet vigtigt øjenvidne var flyvelederen Lars-Erik Eriksson.
Han holdt parkeret med sin fars bil, en sølvgrå Volvo GLT, uden for biografen for at hente sine forældre der var inde i biografen. Eriksson kom allerede 22:50 og måtte vente mere end 40 minutter på at deres film som sluttede efter 23:30. Under ventetiden observerede han en kraftigt bygget 185 centimeter høj mand som vandrede frem og tilbage uden for biografen. Eriksson følte sig så skræmt af manden at han låste bilens døre. Efter at folk kom ud og forlod biografen omkring klokken 22:15 angav Eriksson at manden var forsvundet.
Også Mårten Palme bemærkede en mand ved Grand-biografen efter de kom ud, og han så at personen gik i samme retning som Olof og Lisbeth Palme.
Wennerling, Eriksson og Mårten Palme blev senere konfronteret med Christer Pettersson.
En speciel rolle blandt vidnerne omkring biografen indtager narkomanen Roger Östlund. Han var en bekendt til Christer Pettersson, og gjorde sig tilstrækkeligt bemærket til at en række andre vidner lagde mærke til ham.

### Mellem Grand og gerningsstedet
Blandt de uklare elementer er om gerningsmanden fulgte efter Palme-parret fra Grand-biografen.
Hvis han fulgte efter parret kan han således være identisk med Grandmanden.
Flere vidneudsagn taler for at han fulgte efter:
Mårten Palme så sin Grandmand følge efter Olof og Lisbeth Palme.
På fortovet midt mellem Grand og gerningsstedet ved Adolf Fredriks kirken ligger en pølsevogn, der den nat var bemandet af Ljubisa N. Ljubisa angav ved et forhør på mordnatten at han så Palmeparret passere pølsevognen ved 23-tiden, og der ti meter efter parret kom en mand i 45-årsalderen.
En ældre dame, Kerstin N., boede på 6. sal på Sveavägen 39. Fra hendes lejlighedsvindue så hun et par krydse Sveavägen ved Adolf Fredriks kyrkogata på det aktuelle tidspunkt. Hun så også en enlig mand krydse vejen efter parret.
Kvinden var dog ikke sikker på om hun gjorde observationen lige inden mordet eller 15-30 minutter før.
Der er omkring 330 meter fra Grand-biografens indgang til gerningsstedet.

### Omkring gerningsstedet
En mængde vidner så morderen.
Flere øjenvidner befandt sig i nærheden af gerningsstedet og politiet fik 23 forskellige vidneudsagn om morderens udseende.
To vidner angav at have set hele hændelsesforløbet: Anders Björkman der gik få meter bag Palme-parret, og Inge Morelius der sad i sin bil.
To vidner, Anja L og Inga Å, havde været til samme biografforestilling som Palme-parret og gik syd på ad Sveavagen.
De passerede straks før mordet krydset ved Tunnelgatan. Inga Å angav at da de passerede krydset var der ingen i hjørnet ved Tunnelgatan.
Da mordet skete holdt syv biler i krydset Sveavägen-Tunnelgatan, heraf 3 taxaer.
Den person der nok havde det længste observation af morderen var musiklæreren Inge Morelius.
Han var kørt rundt i Stockholm med sin kæreste og to venner på udkig efter en kontantautomat hvor de kunne hæve penge.
De fandt en automat ved krydset Sveavägen-Tunnelgatan på den modsatte side af Sveavägen, hvor morderet kom til at foregå.
Morelius satte de tre passagerer af for at hæve penge, og foretog derefter en U-vending således at han kom til at holde på Tunnelgatan med retningen mod Sveavägen. Trafikregulering nåede at skifte adskillige gange mens han holdt der.
Mens han holdt og ventede så han en mand komme gående nordfra på Sveavägen og som gik hen til Dekorimas udstillingsvindue. Efter et kort øjeblik hvor han stod og kiggede på udstillingen så Morelius at manden vendte sig med ansigtet mod vejen, samtidig med at han havde højre hånd i jakkelommen.
Han havde indtryk af, at manden ventede på nogen, og det måske drejede sig om narkotikahandel.
Morelius så videre, at en gruppe mænd passerede stedet, mens de gik nordpå.
Lige efter kom nogle piger forbi pladsen gående sydpå.
To af Morelius' venner kom tilbage til bilen, og han sagde til dem, mens hans pegede på manden: "Han väntar på något".
Derefter observerede Morelius et par (Palme-parret) komme gående nordfra arm i arm.
Straks efter at have passeret manden ved Dekorima slap parret hinanden ifølge Morelius og kvinden gik et par skridt foran, hvorefter manden ved vinduet trådte frem og Morelius sagde til sine venner "Nu jävlar snor han handväskan av kärringen". Manden tog med venstre hånd fat i manden foran sig og tog samtidig højre hånd op af lommen hvor han havde en revolver. Med bøjet arm skød han to gange på nært hold.
Vidnet Anders Björkman havde været på restaurant med kollegaer. De ville gå videre men Björkman skiltes fra dem på Sveavägen, og kom da til at gå lige bag Palme-parret.
Han opfattede Palme-parret og gerningsmanden som i selskab.
Da skuddet lød, trådte Björkman ind i et skjul, — enten indgangspartiet for Dekorima eller en port ved Sveavägen 42.
Björkman mente at gerningsmanden havde en halvlang mørk jakke og hue på. Han så ikke våbnet men dog røgen fra skuddet.
Anders Delsborn, taxachaufføren der alarmerede sin central, holdt for rødt i sin taxa ved krydset Sveavägen-Tunnelgatan. I et forhør en time efter mordet angav Delsborn at han havde set tre personer (Palme-parret og gerningsmanden) i samtale med hverandre.
Da det blev grønt, hørte han et skud og vendte hovedet om, samtidig med at han hørte det andet skud og så røgflammen.

### Lisbeth Palme
Lisbeth Palme var tættest på mordet, og hendes udsagn fik stor betydning i sagen mod Christer Pettersson.
Hun blev afhørt flere gange. I protokollen til en forklaring afgivet umiddelbart efter mordet på Sabbatsbergs Sygehus den 1. marts 1986 hed det:
| „ | Signalement: stor, kraftig, mørkhåret iklædt lang blå eller mørkeblå overjakke, der går til taljen eller længere. | “ |

Lisbeth Palme gennemførte en videokonfrontation og identificerede Christer Pettersson.
Vidnepsykologen Astrid Holgersson satte dog spørgsmålstegn ved identificeringsproceduren.
Forud for konfrontationen havde massemedierne omtalt Christer Pettersson som alkoholiker, og i konfrontationsgruppen skilte Pettersson sig ud i dette aspekt.
Forfatteren Thomas Kanger bemærkede i sin bog fra 1987 at Lisbeth Palmes signalement af morderen ikke stemte overens med de andre øjenvidners signalement, og Kanger mente at hun forvekslede morderen med øjenvidnet Anders Björkman, da hendes signalement stemte mere overens med øjenvidnets udseende.

### På morderens flugtrute
Det første øjenvidne på morderens flugtrute var Lars Jeppsson, der stod på hjørnet af Tunnelgatan og Luntmakargatan.
Han hørte to kraftige smæld og så en mand falde om. Han så morderen med en mørkeblå jakke og angav nogle andre detaljer. Han så morderen forsætte op ad trapperne til Malmskillnadsgatan, og han fulgte efter ham. Oppe mødte han et par, Yvonne Nieminen og "Ahmen" (Ahmed Leban) der også så morderen.
Nieminen angav overfor Jeppson, hvilken videre vej morderen løb.
Ifølge en journalist fra Kvällsposten udpegede Nieminen den 15. december 1988 Christer Pettersson ud fra en række billeder.

### Fantombilledet
Få dage efter mordet, den 4. marts 1986, kontaktede efterforskningsledelsen BKA i Wiesbaden for at låne deres signalementmaskine. Med denne maskine i Stockholm fremstillede det svenske politi fantombilleder ud fra 22 øjenvidners oplysninger.
Øjenvidnernes iagttagelser spændte over et tidsrum fra juleaften 1985 til mordnatten.
Et af billederne besluttede ledelsen at offentliggøre den 6. marts 1986 og det kendes i almenheden som "fantombilledet". Billedet byggede på en iagttagelse gjort af kunstnerinden Susanne T. mellem klokken 23:30 og 23:40 ved restaurant Alexandra på den lille gade Smala Gränd, der var en sidegade David Bagares Gata, hvor gerningsmanden blev set. Da hun åbnede en port stødte hun næsten sammen med en mand, og da han opdagede hende havde han set forskrækket ud og vendt sig om og skyndt sig til gaden Snickarbacken og drejet i retningen mod Birger Jarlsgatan.
Over 10 år senere kontaktede politiet på ny Susanne T. og viste hende en videofilm som forestillede en mistænkt mand betegnet "Palmes kronprins", og hun tilkendegav at manden havde en uhørt lighed med manden hun havde mødt.
Politiet mente i den første tid at billedet forestillede morderen.
En senere vurdering i gerningsmandsprofilen kritiserede denne fortolkning og påpegede at der er tale om et "urimelig sent tidspunkt" i forhold til mordet.
Ingemar Krusell mener at billedet aldrig burde have været offentliggjort.

### "Skyggen"
Et andet billedet der blev offentliggjort var det som fik navnet "Skyggen".
Det blev udfærdiget på baggrund af oplysninger fra en chilensk kunstner ved navn Patricio M.
Han påstod at have set Olof Palme dagen før mordet på Sergels Torv og samtidig også at have set en mand gående cirka 20 meter bag Palme. Patricio M. gav et udførligt signalement af manden og et konstrueret billedet blev offentliggjort den 24. marts 1986.
Senere anså politiet Patricio M.'s oplysninger for falske og at hans motiv til at opdigte billedet skyldes at han ønskede at give modvægt til fantombilledet, hvor medierne mente at manden kunne være udenlandsk. Patricio M. skulle derfor have givet et signalement af en nordisk udseende person. Vurderingen i forbindelse med gerningsmandsprofilen var også Patricio M. havde opdigtet "Skyggen". Da Granskningskommissionen gennemgik sagen kunne de dog ikke finde noget registreret materiale der angav hvorfor politiet troede at Patricio M. havde opdigtet "Skyggen".
Hvad enten Patricio M.'s oplysninger er korrekte eller ej førte de dog til at politiet kontaktede den senere anklagede Christer Pettersson den 28. maj 1986.
Det er ironisk at det første tip som førte til den person, som mange politifolk anser som gerningsmanden, var baseret på et billede som politiet anser som falsk.

### Walkie-talkies
Andre øjenvidneiagttagelser samler sig omkring personer med walkie-talkies på mordaften.
Det første tip om walkie-talkies kom fra en anonym brevskriver der sendte et brev poststemplet i Skelleftehamn.
Brevskriveren påstod at han eller hun havde set en stor blond tysktalende mand "med grumt udseende" med en walkie-talkie i hånden omkring 23:23 på hjørnet af Olofsgatan-Tunnelgatan (den del der nu hedder Olof Palmes Gata). Holmér valgte at gå ud i pressen med oplysningen.
Vidnet Inge Morelius som holdt tæt ved krydset med den påståede walkie-talkie observation hævder dog at i det tidsrum som han og hans passagerer var i Tunnelgatan var der ingen andre der, hverken mennesker eller biler.

### Sigge Cedergren
En noget speciel rolle som øjenvidne indtager Sigge Cedergren, der blev afhørt mange gange, første gang den 19. marts 1986.
Cedergren ejede spilleklubben Oxen tæt på gerningsstedet, og han opholdt sig i klubben på mordaftenen. På et tidspunkt kørte han hjem til sin lejlighed i Tegnérgatan 16.
Cedergren kørte med vennen Reine Jansson i sin Saab nordpå mod retningen i den ensrettede Luntmakargatan.
Undervejs blev de hindret da en Volvo spærrede vejen.
De parkerede ved krydset Luntmakargatan-Tegnérgatan, og Cedergren påstod at han derfra havde set en løbende mand på Luntmakargatan der løb i samme retning som de havde kørt.
Der var rygter om at sangeren Ted Gärdestad skulle have forbindelse til mordet, og Cedergren påstod ved et forhør at den mand han skulle have set havde lighedspunkter med Gärdestad.
Ved et senere forhør påstod han at manden kunne have været en bestemt forbryder ("Lars S"), og endelig ved et forhør, efter Christer Pettersson var blevet anholdt, påstod Cedergren at det kunne være Pettersson han havde set.
Cedergren påstod at iagttagelsen var gjort omkring 23:30, altså kort tid efter mordet.
Føreren af Volvoen angav derimod at hændelsen med spærringen af vejen indtraf 23:35-23:40.
Politiet telefonaflyttede Cedergren og fandt at Cedergrens tidsangivelser ikke kunne stemme overens med aflytningens tidsangivelser.

## Gerningsmand
Flere personer har påstået at vide hvem begik mordet eller har påstået at være kontaktet af folk der ville myrde Palme.
Et af de ubesvarede spørgsmål er stadig, om en organisation stod bag mordet eller det blev udført af en enlig uerfaren person. Desuden er der foretaget adskillige efterforskninger parallelt med den officielle, som bandt andet har fokuseret på, at udenlandske efterretningstjenester kan have have bestilt eller begået mordet. Forskeren Ralf Lillbacka har dog argumenteret for at stort set alt tyder på at mordet er udført af en ikke-professionel person: valget af våben, antallet af skud, mordsted og adfærd omkring mordet, f.eks. har det været meget sjældent at professionelle attentatmænd har brugt revolvere.
Flere efterretningstjenester har dog haft omfattende programmer med udenlandske attentater.
Blandt mulige enlige personer, der kunne have begået drabet, har adskillige været efterforsket. I 2020 lukkede de svenske myndigheder sagen.

### Skandiamanden
I maj 2018 skrev det svenske magasin Filter, at det efter 12 års efterforskning var nået frem til, at Palme kunne være blevet myrdet af Stig Engström, kendt som 'Skandiamanden' (i Sverige: Skandiamannen). Denne konklusion byggede i vid udstrækning på en efterforskning, foretaget af journalisten Thomas Pettersson. Skandiamanden var reklamekonsulent i Skandia-huset nær gerningsstedet og havde stemplet ud kl. 23:19; to minutter inden Palme blev dræbt lige rundt om hjørnet. Manden var et af de første vidner, som politiet talte med, efter at han selv havde henvendt sig som vidne dagen efter mordet. Manden var ikke mistænkt i begyndelsen, men ifølge den svenske avis Expressen blev politiet interesseret i manden i 1986 efter et tip fra Skandias sikkerhedschef, der mente, at han havde haft en mistænkelig opførsel i tiden omkring drabet. Palmegruppen afviste imidlertid hans forklaringer som upålidelige og valgte at forfølge andre spor. Engström henvendte sig både til TV og den trykte presse med vidneudsagn, men blev ikke taget alvorligt af efterforskerne. Påfaldende var det dels, at han ændrede forklaring, når nye oplysninger var offentliggjort. Han påstod at have forsøgt at hjælpe den døende Palme, men vidner havde ikke set dette. Derimod havde fire vidner angivet et signalement af den flygtende formodede morder, som passede på Engström vedrørende udseende og påklædning. Det er også kommet frem, at manden var våbenkyndig og havde adgang til våben gennem en våbensamler, som han var ven af. Der var tale om våben af samme type, som det Palme blev skudt med. Ifølge Filter færdedes Skandiamanden i kredse, der nærede et stærkt had til Palme. Skandiamanden døde i 2000 og benægtede op til sin død at have begået mordet. Mandens ekskone blev efter eget udsagn afhørt to gange af politiet i 2017 vedrørende eksmandens aktiviteter i tiden omkring Palmemordet.
Disse indicier var baggrunden for, at myndighederne anså drabet for opklaret 34 år efter mordet efter én af de mest massive politiefterforskninger i verdenshistorien.
Godt 100 personer havde indtil 2009 tilstået mordet.
Ved 25-årsdagen i 2011 var tallet på 130.

## Jagten på gerningsmanden

### Gerningsmandsprofilen
I juni 1993 fik kriminalkommissær Jan Olsson og psykiateren Ulf Åsgård til opgave at udarbejde en gerningsmandsprofil.
Gerningsmandsprofilen blev diskuteret med det amerikanske FBI, som i hovedtrækkene var enige i, at fakta pegede mod en "disorganiseret" gerningsmand, der agerede alene.

### Kroatiske ekstremister
Da Åke Rimborn fra politiet afhørte Lisbeth Palme på Sabbatsberg sygehus på mordnatten fortalte hun at hun ved juletid i 1985 så to mænd uden for deres hjem i Gamla Stan.
Hun mistænkte de to mænd for at være fra Ustasja og sagde: "Mændene som gjorde dette var dem som var i Gamla Stan. En af dem var manden der skød Olof". Rimborn tog tilbage til politihovedkvarteret hvor man udfærdigede et signalement på to mænd med angivelse af at de muligvis tilhørte Ustasja-bevægelsen.
I de kaotiske timer efter mordet blev dette signalement sendt rundt på telex omkring klokken to om natten.
Kroatiske ekstremister havde tidligere begået alvorlig politisk kriminalitet i Sverige.
Den 10. februar 1971 besatte to kroater, Ivan V. og Blago M., det jugoslaviske konsulat i Göteborg.
Omkring to måneder senere den 7. april 1971 tog kroaterne Miro Baresic og Andjelko Brajkovic den jugoslaviske ambassadør Rolovic som gidsel på den jugoslaviske ambassade i Stockholm. Rolovic blev skudt. Ved begge forbrydelse anvendte de pistoler af mærket VZOR 50
cal 7,65. Baresic og Brajkovic blev dømt til livsvarigt fængsel og yderligere tre personer blev dømt for medvirken.
Den 15 september 1972 blev et fly kapret af tre kroatere. De svenske myndigheder gik med til flykaprernes krav om løsladelse af de dømte. De fløj til Spanien hvor de dog blev fængslet. Efter to år blev Baresic udvist til Paraguay og han virkede derefter under falsk identitet som livvagt for den paraguayske ambassadør i Washington. Han blev dog afsløret af de amerikanske myndigheder og udleveret til Sverige i maj 1980, så han, da Palme blev myrdet, endnu engang sad i svensk fængsel.
Politiet afhørte Baresic om Palmemordet første gang den 1. april 1986, og han var telefonaflyttet i adskillige måneder i 1986.
Han blev afhørt igen den 20. januar 1987 og efterforskningen omkring Baresic blev intensiveret i foråret 1987. Det fremkom at Palme var imod en benådning af Baresic og at han frygtede hævnaktion fra Baresics side som følge af ændringen af Baresics afsoning.

### Victor Gunnarsson – "den 33-årige"
Den første person der havde en alvorlig mistanke mod sig gennem længere tid var Victor Gunnarsson. Anonymt er han også refereret til som "den 33-årige".
På mordaftenen opholdt han sig på sin stamcafé Mon Chéri på Kungsgatan ikke langt fra gerningsstedet, hvor han opgav falsk navn til tre kvinder, men også sit telefonnummer.
Gunnarsson var først til forhør lørdag den 8. marts 1986, hvor han blandt andet blev spejlkonfronteret med to vidner. Han blev frigivet sent om aften, men indhentet til forhør igen den 12. marts, hvor han forklarede at han talte med tre kvinder på caféen Mon Chéri og derefter med to mænd i 20-årsalderen. Siden gik han i biografen Rigoletto på Kungsgatan for at se Rocky IV og til sidst havde han gået til Kungsgatans McDonalds før han tog hjem.
Den ihærdige kriminalkommisær Börje Wingren stod for afhøringen af Gunnarsson og skrev senere bogen Han sköt Olof Palme.
Anklagerne Claes Zeime og Karl-Gerhard Svensson samt efterforskningslederen Ingemar Krusell var kritiske mod Wingren.
Wingren havde fundet en bilist som hævdede at en frembrusende mand forsøgte at stoppe bilisten mens han kom kørende på Döbelnsgatan mellem 23:30 og 1:00 på mordnatten.
Gunnarsson spejlkonfronteredes med bilisten den 16. marts og Wingren rapporterede at bilisten med 100 procents sikkerhed udpegede Gunnarsson, og på baggrund af dette vidneudsagn blev Gunnarsson varetægtsfængslet den 17. marts.
Anklagerene fandt dog at Wingren havde vist et foto af Gunnarsson til bilisten dagen før spejlkonfrontationen og manipuleret bilisten under spejlkonfrontationen, så den 19. marts blev Gunnarsson løsladt.
Der blev fundet krudtpartikler på Gunnarssons frakke, men de stammede ikke fra den ammunition, der benyttedes til mordet. I den indgående analyse fandt man således bly, barium og antimon, men ikke det vigtige aluminium.
Gunnarsson havde aldrig begået voldskriminalitet, og tidsmæssigt ville han have haft svært ved at begå mordet. Heller ingen øjenvidner kunne fæste Gunnarsson til gerningsstedet.
Den 16. maj 1986 opgav politiet den videre forundersøgelse.
Chefanklageren K.G. Svensson afskrev helt Gunnarsson, men flere politifolk vedblev med at sprede rygter om at Gunnarsson var morderen.
Mens han i de fleste svenske medier blev omtalt som den 33-årige, nævnte enkelte aviser hans navn og viste hans billede. Den manglende beskyttelse af hans anonymitet betød at Gunnarsson blev udsat for had og blev givet politibeskyttelse. Han boede i skjul hos venner rundt omkring i Sverige og kunne ikke finde et job da ingen ville ansætte ham.
Gunnarsson rejste senere til USA, hvor han i december 1993 blev myrdet uden for byen Salisbury i North Carolina. Politimanden Lamont C. Underwood var under mistanke og blev dømt for mordet.
Underwoods motiv skulle have været jalousi, da Gunnarsson havde været sammen med Underwoods tidligere kæreste. Underwood har ikke tilstået mordet og har oprettet en webside, hvor han påstår, at et afgørende teknisk bevis er plantet: www.plantedevidence.com.
En anden mand fortalte under fuldskab at han havde dræbt Gunnarsson, men han trak senere denne tilståelse tilbage.
I begyndelsen af retssagen mod Underwood fortalte forsvaren juryen, at han ville bruge mandens tilståelse, men det kom aldrig så vidt.
Denne uheldige forsvarsstrategi var årsagen til at en ret i januar 2010 bestemte at sagen mod Underwood skulle gå om,
men i 2011 ændrede en appelret denne afgørelse.
Til grund for afgørelsen lagde appelretten at beviserne mod Underwood var overvældende: DNA, fodspor, ballistiske test, fund af tape og Underwoods tidligere trusler og jalousi.
At retten har truffet afgørelse i sagen har dog ikke forhindret at der er opstået spekulationer om at Gunnarsson er slået ihjel som led i en større konspiration.

### PKK
Den teori, der det første år blev tillagt størst vægt af politiets efterforskningsleder, Hans Holmér, var, at PKK (Det Kurdiske Arbejderparti / den kurdiske selvstændighedsbevægelse) stod bag mordet.
Politiet er af den opfattelse af PKK stod bag op til en snes mord på frafaldne PKK'er i Vesteuropa.
I Sverige blev to frafaldne PKK'er skudt i årene før Palmemordet.
Den 20. juni 1984 skød kurderen Zülküf Kilinc med flere skud den 26-årige kurder Enver Ata på Stora Torget i Uppsala. Kilinc flygtede fra stedet men blev hurtigt pågrebet og fik livsvarigt fængsel.
Den 2. november 1986 blev kurderen Cetin Güngör skudt i hovedet af Nuri Candemir i Medborgarhuset i Stockholm. Også han blev hurtigt pågrebet og idømt livsvarigt fængsel.
I 1982 havde Sverige sammen med fire andre lande anmeldt Tyrkiet til Europarådet for brud mod menneskerettighederne, men efter likvideringerne i december 1985 trak Sverige sammen med de andre lande anmeldelsen tilbage.
Ydermere fik en række ledere i PKK rejseforbud. Ifølge teorien skulle dette have bevirket, at PKK myrdede Olof Palme.
En anden omstændighed som fik politiet til at fokusere på PKK var en telefonsamtale mellem to kurdere omkring 14 dage før mordet.
I denne såkaldte "Bryllupssamtale" talte de to kurdere om et "bryllup" i "gaden".
Det svenske sikkerhedspoliti Säpo opfangede samtalen, og ifølge deres analyse var der tale om en kodet samtale om et mord der skulle begås.
En yderlig omstændighed var at en kurdisk bogcafé lå på David Bageres gata, det vil sige på morderens flugtrute.
Endelig fik politiet den 13. maj 1986 et tips fra forbryderen Seppo A der påstod at have solgt to Smith & Wesson revolvere til en kurder der var i familie med en person anset som terrorist.
Under Hans Holmérs ledelse blev store ressourcer brugt på at efterforske PKK's forbindelse til mordet. Politiet installerede endda ulovlig aflytning hos PKK.
Hele denne del af efterforskningen kulminerede om morgenen den 20. januar 1987, hvor politiet gennemførte Operation Alfa, en stor aktion rettet mod PKK.
26 personer, heraf halvdelen kurdere, blev hentet ind til forhør. Nogle af disse blev mistænkt for medvirken i mordet i medborgerhuset, andre for mordet på Palme. Forhørene førte ikke umiddelbart noget videre med sig, og de personer der var mistænkt for Palmemordet blev løsladt allerede om eftermiddagen. De sidste af de 26 blev løsladt den 27. januar.
Hans Holmér måtte i marts 1987 trække sig tilbage fra det resultatløse efterforskningsarbejde, efter at anklagemyndighedens leder Claes Zieme offentligt udtalte, at han ikke tillagde PKK-teorien særlig vægt.
I 2001 afhørte efterforskerene PKK-lederen Abdullah Öcalan i Tyrkiet efter han var blevet taget til fange, men intet nyt kom frem.
I 1999 havde Öcalan sagt at hans tidligere kone stod bag mordet.
Endnu i 2015 anså det svenske politi PKK-sporet for at være levende.

### Christer Pettersson
Christer Pettersson var alkoholiseret og havde begået en længere række forbrydelser herunder et drab i 1970.
Han blev anholdt for Palmemordet og dømt i byretten, men frikendt i landsretten.

#### Tidlig efterforskning
Indenfor den første uge efter mordet modtog politiet flere tips om Christer Pettersson.
To af tipsene angav at han lignede "Skyggen" mens det tredje tip var kortfattet og angav at Pettersson var "fuldstændig gal".
Ydermere, skulle Pettersson ifølge Leif GW Persson have dukket op ved politiets computersøgning allerede den 2. marts 1986, da man søgte efter tidligere voldsforbrydelser i nærheden af gerningsstedet.
Det var dog først et godt stykke tid efter, i slutningen af maj 1986, at politiet afhørte Pettersson første gang.
Ved politiets efterforskning i maj 1986 angav Christer Pettersson, at han på mordaftenen havde været i Stockholm centrum og besøgt Sigge Cedergrens spilleklub Oxen på Oxtorgsgatan.
Han berettede, at han var kommet klokken 19:00 og gået lige efter klokken 22:00, hvor han gik til stationen Centralen og tog toget hjem til sin lejlighed i Rotebro.
Han fortalte yderligere at han var kom hjem klokken 23:30 og gik og lagde sig, så han først hørte om mordet fra avisen DN næste dag.
Cedergren afgav nogle måneder senere oplysning om Petersson og kunne bekræfte at Pettersson havde forladt Oxen lige efter klokken 22:00. På det tidspunkt efterforskede politiet ikke Petterssons forhold videre.
Da Pettersson havde mistet sine nøgler til sin lejlighed fik han en kammerat, Ulf Spinnars, til at hold øje med lejligheden mens han var væk.
Da Ulf Spinnars blev opsøgt den 11. november angav han at være kommet til Petterssons lejlighed klokken 21:00 og at Pettersson kom hjem igen lige efter 1:00.
I efterforskningsmaterialet blev det derefter angivet at Ulf Spinnars havde givet Pettersson et alibi for mordnatten, på trods af uoverensstemmelserne omkring tidspunkterne.

#### Efterforskning fra 1988
Den egentlige efterforskning (forundersøgelse) af Christer Pettersson kom først rigtig i gang i efteråret 1988. Politiet havde da begyndt at interessere sig for gerningsstedet, biografen og spilleklubben Oxen.
Den 16. november 1988 fik man rettens ord for at kunne begynde en aflytning af Petterssons telefon. Ansøgningen angav flere grunde:
Petterssons bajonetdrap i begyndelsen af 1970'erne, hvor han havde flygtet ad sammen vej som Palmemordets gerningsmand; at han ofte besøgte Cedergrens lejlighed tæt ved Grandbiografen og ringede fra telefonkiosken ved biografen; hans ophold i spilleklubben på mordaftenen og at han forlod stedet i "god tid" inden mordet indtraf; at der var uoverensstemmelser mellem Petterssons tidsangivelse for hjemkomsten og vidnet Ulf Spinnars'; at et vidne havde set en revolver i Cedergrens lejlighed to dage før mordet; at Pettersson havde haft et indrammet billede af Palme hængt op i sin lejlighed; samt at han kendte bombemanden Lars Tingström.
Telefonaflytningen fortsatte frem til den 14. december 1988, men gav ikke noget videre resultat af sig.
Det vigtigste indicium mod Pettersson blev Lisbeth Palmes identifikation af ham ved en vidnekonfrontation den 14. december 1988. Konfrontationen og dens dokumentation blev dog gjort under noget ukonventionelle forhold og i videoen skilte Pettersson sig ud.
Flere andre vidner fæstede med mere eller mindre troværdighed Pettersson til Sveavägen på mordaftenen.
Vidnet Lars-Erik Eriksson mente at Petterssons udseende stemte overens med den person (dvs. "Grandmanden") han havde iagttaget ved biografen, og manden i kiosken, Ljubisa N, udpegede Pettersson som identisk med manden der fulgte efter Palmeparret.
Roger Östlund blev afhørt flere gange i 1986, men først i oktober 1988 udpegede han Pettersson som værende ved biografen omkring mordtidspunktet. Östlunds vidneudsagn mod Pettersson blev først fremsat, efter at det var blevet alment kendt at der var rettet mistanke mod Pettersson. Östlund var fuld og havde taget amfetamin på mordnatten. Han ændrede sine forklaringer flere gange og Granskningskommissionen satte tvivl om bl.a. hans tidsangivelser, som han først flere år efter skuddramaet kom i tanke om.
To vidner kunne give Pettersson alibi for mordaftenen, men deres forklaringer blev ikke godtaget af retten. Den ene, Algot Åsell, hævdede at have set Christer Pettersson siddende på en bænk omkring klokken 23:20 ved stationen i Märsta; den anden, Enar Holm, hævdede at have set Pettersson ved Rotebro omkring klokken 23:45-23:50.
Ifølge Pettersson selv skal han have taget toget klokken 22:46 fra Stockholms centralstation mod Rotebro, men være faldet i søvn og endt i endestationen Märsta, hvorfra han skal have taget toget tilbage til Rotebro.

#### Rettergang
Christer Pettersson blev tiltalt og hans sag gik ved Stockholms tingsret mellem 5. juni og 10. juli 1989, mens han var varetægtsfængslet.
Den 27. juli 1989 blev han idømt en livstidsdom for mordet på Olof Palme og for at have forvoldt fare med skuddet mod Lisbeth Palme.
Rettens to juristdommere var for en frifindelse, men de var i mindretal.
Pettersson ankede sagen og den kørte derefter ved Svea hovret mellem den 12. september og 9. oktober 1989. Denne ret satte Pettersson på fri fod, og den endelig dom blev afsagt den 2. november 1989.
Svea hovret diskuterede problemerne omkring øjenvidneidentifikation og henviste til den britiske Devlinkommission der havde udtalt sig om emnet på baggrund af to justitsmord i Storbritannien.
I midten af 1990'erne forsøgte man at genoptage retssagen, men Högsta domstolen afslog dette den 28. maj 1998.

#### Muligt motiv
En af svaghederne ved politiets og anklagerens sag mod Pettersson var manglen på oplagt motiv. Selv påstod Pettersson at han var en "sand ven" af Olof Palme, og at han havde grædt da han hørte om mordet.
Sigge Cedergren forklarede at Pettersson var en varm tilhænger af Palme og han "för allt i världen inte göra honom något illa".
Der er dog nogle vidner der kunne angive hadske udtalelser fra Pettersson.
Ifølge et vidne skulle Christer Pettersson have sagt: "Kan ingen skära halsen av Palme?" efter domfældelsen af bombemanden Lars Tingström i 1985. I en anden forbindelse og ifølge et andet vidne skulle Christer Pettersson have sagt "den där jävla (Olof) Palme ska vi skjuta".
Der er fremkommet flere forskellige teorier om Petterssons eventuelle motiv.
En teori går på at mordet skulle være hævn for Lars Tingströms dom.
Tingström og Pettersson var venner og havde siddet i fængsel sammen på Anstalten Kumla.
Tingström mente sig uskyldigt dømt, og Pettersson skulle have hævnet Tingström.
Gunnar Wall mener dog at Pettersson ikke var typen af person der gik med hævn i tankerne.
Teorien forekommer blandt andet i en artikel af radiomanden Gert Fylking, — en artikel som Fylking fik Christer Pettersson til at godkende og skrive under.
En anden teori om Christer Petterssons motiv til at begå mordet er, at der har været en forveksling med Palme og Sigge Cedergren.
To dokumentarfilm kredser omkring denne teori: Journalisten Stig Edlings Satans mördare fra 1995 og
Mikael Hylin og Lasse Spang Olsens Det forkerte mord (Jag såg mordet på Olof Palme) der vistes på dansk og svensk TV i 2006 omkring 20-årsdagen for mordet.
Hylin-Olsen filmen baserer sig især på oplysninger fra den da døende narkoman Roger Östlund.
To STV-medarbejdere var kritiske overfor denne dokumentarfilm og kaldte den et "moralsk havari".
Östlund døde af kræft i maj 2006.
Tore Forsberg har i sin bog også behandlet denne teori ud fra en kilde kaldet "Marcus".
Hylin-Olsens dokumentarfilm førte til at Politiet afhørte Roger Östlund endnu en gang.
Et tredje motiv er mere simpelt: Christer Petterssons kriminelle historie viser ham som en voldspsykopat, der uden videre kunne fare løs på folk.
Hans bajonetmord i 1970 skyldtes et simpelt skub i juletrængslen.
En teori er således, at Olof Palme er kommet til at fornærme Christer Pettersson ved for eksempel et mindre skub ved biografen.
Det kan også bemærkes, at Mordet på Anna Lindh i september 2003 skete efter en ligeledes pludselig indskydelse: morderen Mijailo Mijailovic får øje på Lindh i varehuset, følger efter hende i flere minutter og slår hende ihjel — uden synderligt motiv.
Gunnar Wall har i sin kritik af denne teori bemærket at bajonetmordet skete ganske impulsivt uden planlægning, mens Palmemordet i det gængse scenarie krævede en vis tålmodighed, da morderen skulle vente i længere tid mens Palme var i biografen. Efter Palme kom ud af biografen var en vis tilbageholdenhed igen påkrævet, da mordet ikke skete straks, men først efter Palme havde gået flere hundrede meter, hvis man antager at gerningsmanden har stået ved biografen.

#### Tilgang til skydevåben
En andet element ved sagen, der har været fremført som en svaghed, var Christer Petterssons tilgang til skydevåben. Ifølge Sigge Cedergren skal han dog have lånt en revolver ud til Petersson, som han aldrig fik tilbage.
Det fremgår af afhøringsprotokollerne, at Cedergren først under det 15. forhør af i alt 40 kom i tanke om udlånet af våbenet. Han ændrede også forklaring i retten, hvor han først nægtede at have overladt revolveren til Petterson, men senere ændrede han igen forklaring, dog først efter at anklagemyndigheden havde mindet ham om konsekvenserne af "medvirken til drab".

#### Eksperters vurderinger
På trods af frikendelsen i landsretten er der flere, der anser Christer Pettersson som morderen, blandt andet politimanden Ingemar Krusell.
Også forfatteren Jan Guillou hælder til denne teori.
I 1996 skrev Krusell at de fleste kriminalpolitifolk som har deltaget i efterforskningen efter Hans Holmérs tid regner mordet for politimæssigt opklaret, hvilket vil sige at gerningsmanden er kendt men frikendt på grund af utilstrækkelige beviser.

### Gerningsmandsprofilen med GH
Ud fra gerningsmandsprofilen udarbejdedes en "kontrolliste" som i kommissionsrapporten er på 86 personer.
De 86 personer blev reduceret til en liste på 6 personer kaldet "GMP-objekter", hvoraf fire personer er særligt beskrevet i kommisionsrapporten:
1. En jugoslavisk mand tidligere dømt for drabsforsøg (GC)
2. Kriminel og psykisk forstyrret mand med udpræget palmehad (GF)
3. Psykisk syg mand fixeret på Olof Palme (GG)
4. Christer Andersson: En enlig mand boende i indre by som havde afhændet en ikke-testet revolver (GH).[158]

#### Christer Andersson (GH)
Christer Andersson (GH) havde siden 1980 ejet en Smith & Wesson .357 revolver af samme type som anvendtes ved mordet.
Dette våben er aldrig blevet prøveskudt. Ifølge Andersson selv havde han i efteråret 1992 solgt revolveren til en ukendt person og havde på tidspunktet for mordet opholdt sig i sin lejlighed med influenza.
Christer Andersson var en udpræget enspændertype, var som ung dømt for dyrplageri og boede blot 15 minutters gang fra mordstedet. Han havde tidligere mistet sin våbenlicens, efter at have skudt på sit TV. Ifølge ham selv var et vådeskud gået af og kuglen var gået igennem hans fjernsyn, mens Olof Palme var på skærmen. Christer Andersson havde vundet et millionbeløb i 1980. Han købte aktier for pengene, som han derefter belånte og anvendte til yderligere aktiehandel, såkaldt liverage.
Han fik derfor alvorlige økonomiske problemer efter en regeringsbeslutning i 1986 om en forhøjelse af aktieomsætningsskatten, der medførte et stort fald i aktiekurserne dagen før mordet (den såkaldte "sorte torsdag").
Christer Andersson udviste en forbløffende overensstemmelse med oplysninger om Olof Palmes mordet i forbindelse med udseende og holdning.
Det var først da Granskningskommissionens rapport udkom i 1999 at offentligheden fik nærmere kendskab til eksistensen af mistanken mod denne mand. Umiddelbart efter lykkedes det Aftonbladets journalist Anders Johansson at opspore manden og gennemføre et interview med ham, som blev udgivet den 11. august 1999.
I interviewet dementerede han, at han havde skudt efter Palme i fjernsynet.
Journalisten havde svært ved at finde ham, da Andersson havde opgivet falsk adresse til folkeregistret. Expressen udgav også et interview med en Christer Andersson i tiden efter rapportens udgivelse, men det var øjensynlig blot en navnebror.
Teorien om Christer Andersson blev behandlet i Paul Smiths dokumentariske roman Opklaringen af et meget omtalt mord
og i hans senere udgivne faglitterære bog Mordet på Olof Palme – den endelige opklaring fra 2010.
I 2012 udgav han bogen Palmes Morder? hvor han afslørede navnet bag Granskningskommissionens pseudonym GH, som indtil da kun havde været sporadisk nævnt i internetfora.
Smith kunne også angive Anderssons nærmere adresse som en lejlighed på Hälsingegatan 19, Vasastan, hvor han boede indtil august 1987.
Lejligheden ligger omkring 1.5 kilometer nordvest for Grand-biografen.
Christer Andersson skød sig selv den 12. august 2008. Hans bror i Sydsverige havde taget kontakt til politiet i Stockholm, da han var bekymret over ikke at kunne komme i kontakt med sin bror. To betjente fra ordenspolitiet tog ud på Christer Anderssons bopæl på Tornlingan 37 i Trångsund, Huddinge, hvor de ringede på. Efter de ikke fik nogen reaktion bankede de hårdt på og råbte "Luk op! Det er politiet", og straks efter hørte de et skud.
Modsat Granskningskommissionens interesse for indicierne mod Christer Andersson og Paul Smiths entusiasme har andre påpeget svagheden ved Andersson som gerningsmanden. Ingemar Krusell og anklageren Jan Danielsson nævnte at ingen vidner kunne sætte Andersson i forbindelse med gerningsstedet.

### Politisporet
Det svenske politi selv har været under mistanke for mordet både politiet som sådan og grupper indenfor politiet såvel som enkelte politibetjente.
Det såkaldte politispor fylder et helt kapitel i granskningskommisionens rapport, næsten 150 sider ud af rapportens lidt over 1000 sider.
De enkelte politibetjente som opmærksomheden har rettet sig mod har enten været højreekstremister, betjente med et had mod Palme, betjente med en privat revolver af mordvåbnets type, eller betjente der havde besøgt Sydafrika.
Også betjente der har været mål for iagttagelser der kunne sættes i forbindelse med mordet har fået opmærksomhed.
I 2013 berettede journalisten Gunnar Wall at en mand overfor ham havde hævdet at en politimand ved Norrmalms politidistrikt i 1985 havde spurgt manden om han ville skyde Palme. Manden havde afvist politimanden.
Kriminologen og den internationale kendte forfatter Leif GW Persson mener at en person med baggrund i politiet eller militæret har begået mordet.

### Sydafrika
Palme havde en stor interesse for Sydafrika og støttede ivrigt Oliver Tambo, der var en af de fremtrædende ledere indenfor ANC,
en organisation som var i åbenlys opposition til Sydafrikas hvide apartheid-styre.
En uge før mordet havde Palme i en tale hårdt kritiseret apartheid.
Allerede i 1987 havde forfatteren Stieg Larsson undersøgt svenskeren Bertil Wedin.
Flere kilder påstod at Wedin arbejdede for det sydafrikanske hemmelige politi, BOSS, og at han var organisatoren bag mordet i 1992 på Ruth First, en sydafrikansk antiapartheid-aktivist og personlig ven af Olof Palme. Ifølge Larssons oplysninger skulle Wedin have søgt om våbentilladelse eftersom han frygtede sin sydafrikanske forretningsforbindelser. Larsson overgav resultatet af sin undersøgelse til det svenske politi. Bortset fra en kort telefonsamtale afhørte politiet ikke Wedin i forbindelse med Palmemordet.
Da Larssons undersøgelse kom frem efter at Svenska Dagbladet fik adgang til Larssons arkiv i 2014 udtalte Wedin at han ikke kunne lide Palme, men at han ikke hadede ham og at han ikke på nogen måde var involveret i Palmemordet. Ligeledes afviste han andre historier om ham som "helt fejlagtige".
I 1997 blev en hvid svensk-talende sydafrikaner, Nigel Barnett, arresteret i Mozambique.
Han blev forhørt af svensk politi. Han havde været i besiddelse af flere skydevåben blandt andet en eller flere .357 Magnum og han havde besøgt Sverige flere gange. Barnett var også i besiddelse af videobånd om Palmemordet. Politiet fandt ingen beviser for at han skulle have været i Sverige i februar 1986 og kuglerne fra hans Magnum-revolver matchede heller ikke Palmemordets kugler.
Sammen med PKK-sporet var sydafrika-sporet i 2015 fremdraget som stadig levende.
I 2020 skrev Göran Björkdahl i en artikel i The Guardian om sin private efterforskning af det sydafrikanske spor. Under denne efterforskning havde han truffet sydafrikanske generaler.

### Israel
Den svenske parlamentariker Per Gartheon fra miljøpartiet hævdede at Israel havde myrdet Palme for at obstruere forhandlinger i Mellemøsten,
og en engelsk-sprogede bog af H.H.A. Cooper og Lawrence J. Redlinger beskylder Mossad for mordet. Bogen er dog stor set ignoreret af eksperter på grund af unøjagtigheder.
Israel har foretaget et mord i Norden:
I forlængelse af massakren i München oprettede Israel en gruppe der havde som mål at hævne denne terrorhandling.
Deres vigtigste mål var "Den Røde Prins", Ali Hassan Salameh, og Mossad modtog oplysninger om at han befandt sig i den norske by Lillehammer.
Mossad havde dog taget fejl og skød i 1973 den sagesløse marokkanske tjener Ahmed Bouchiki.
Som ved Palmemordet blev han skudt en sen aften efter et biografbesøg med sin hustru ved sin side.

### CIA
Den svenske parlamentariker Jörn Svensson fra kommunistpartiet hævdede at det amerikanske CIA havde myrdet Palme for at dække over Iran-Contra-skandalen.
CIA har forsøgt at myrde en anden statsleder: Fidel Castro.
Svensk-jugoslaven Ivan von Birchan påstår at have mødt en CIA-agent i Stockholm der skulle have tilbudt ham to millioner dollars for at myrde Palme.
I øvrigt samarbejdede Olof Palme som ung med CIA, da han overgav navnene på unge venstreradikale svenskere, der deltog i en studenterkonference.

### Chiles DINA
Chiles efterretningstjeneste Direccion de Inteligencia Nacional (DINA) har udført attentater.
I deres forsøg på at dræbe general Carlo Prats hyrede de en lokal mand.
Deres attentat på lederen af Chiles kristelige demokratiske parti, Bernardo Leighton, og hans kone i Rom i 1975 lignede Palmemordet ved at attentatmanden anvendte en revolver og skød kun et skud mod hvert offer.
Attentatsmanden var ikke professionel, men et medlem af en lokal højre-orienteret gruppe.
I 1974 myrdede Michael Townley som DINA's praktiske bagmand Chiles forhenværende ambassadør i Washington, Orlando Letelier.
Townley tilstod også at have været tilstede ved den store terrorhandling i Bologna, 1980.
Ifølge FBI skulle Chiles general Pinochet i 1975 have opfordret Townley til at myrde Palme.
I 1977 kom oplysninger frem gennem FN's arbejdsgruppe for menneskerettigheder i Chile at Palme var den eneste udlænding på Chiles dødsliste,
og i et interview til Svenska Dagbladet den 1. februar 1979 skal Olof Palme have sagt:
| „ | At jeg stod på Chilejuntaens dødsliste, fik jeg allerede at vide i 1975 | “ |
|   | — Olof Palme                                                            |   |

Townley var sandsynligvis i USA på tidspunktet for Palmemordet.
Den svenske journalist og forfatter Anders Leopold udgav i 2011 bogen Det svenska trädet skall fällas hvor det påstås at attentatmanden er den chilenske fascist Roberto Thieme.
Ifølge Leopold skal Thieme have været lejemorder i den chilenske sikkerhedstjeneste, have befundet sig i Stockholm på mordtidspunktet og angiveligt være leder af den militante del af den fascistiske nationalfront Patria y Libertad (PYL).

### Irans VEVAK
Irans VEVAK (Vezarat-e Ettela'at va Amniat-e Keshvar) har haft omfattende programmer med udenlandske attentater.

### Irakiske efterretningstjeneste
En forfatter med pseudonymet "Ruth Freeman" har i den engelsksprogede bog Death of a Statements beskyldt den irakiske efterretningstjeneste for mordet. Denne bog er stor set ignoreret af eksperter på grund af unøjagtigheder.

### Jugoslaviens Udba
Vinko Sindicic, en 67-årig jugoslavisk eksspion, oplyste under en afhøring til Bayerns kriminalpoliti at Jugoslaviens hemmelige politi Udba beordrede drabet på Palme.
Informationer kom frem i 2011 gennem det tyske nyhedsmagasin Focus.
Ifølge Sindicic skal jugoslaviske agenter have overvåget Palme og fået en Smith & Wesson-revolver smuglet til Stockholm med et skib fra USA.
Attentatmanden skal være en lejemorder og i 2011 være 65 år, bosiddende i Zagreb og ansat i et privat sikkerhedsselskab.
I 1986 boede han i Hamborg.
Sindicic påstår at Udba ville beskylde det eksilkroatisk samfund i Beograd for drabet.
Oplysninger fra Sindicic har tidligere ført til opklaring af en anden drabssag fra 1983.
I denne sag er en tidligere jugoslavisk efterretningsmand dømt.

### Bofors-forbindelser
Olof Palme havde på sin dødsdag et formiddagsmøde med Mohammed Saeed al-Sahaf (også kendt som "Komiske Ali") som på daværende tidspunkt var Iraks ambassadør i Sverige.
Ved mødet fortalte al-Sahaf at man fra irakisk side var bekymret om oplysninger om svensk våbeneksport til Iran.
Ifølge spekulationer kunne ambassadør også have fortalt, at Bofors brugte bestikkelse for at opnå en kæmpeordre til Indien.
I den videre spekulation i teorien ringede Palme til Bofors-direktøren og rasende skældte ham ud over brugen af bestikkelse; Bofors-direktøren ringede videre til en mellemmand, og mellemmanden gik i panik og iværksatte et mord.
Denne teori er nærmere beskrevet af Jan Bondeson i hans engelsksprogede bog Blood in the snow. The Killing of Olof Palme.
Også Salman Rushdie har henledt opmærksomheden på Boforssporet.
Også direktøren for den svenske civilforsvarsforbund, Karl-Gunnar Bäck, skal have givet politiet et lignende tip allerede i begyndelsen af marts 1986.
Som tidligere journalist havde han været anerkendt korrespondent i London med forbindelser til den britiske kontraspionage. Fra disse forbindelser skulle han have modtaget tippet.
Særlig opmærksomhed blev henledt på et selskab ved navn "A&E Services" og en leder, som skulle hedde "Robertson" eller "Donaldson", der boede både i London og Sydafrika.
To uger efter mordet på Palme tildeltes Bofors kontrakten. Sagen udviklede sig senere til en stor bestikkelsessag, og Gandhi, som Palme havde forhandlet med om våbenkøbet, tabte valget i 1989,
mens Indien indførte en boykot af Bofors der varede 13 år.

### Andre teorier
I 2016 fremkom de to palmemordsefterforskere og tidligere Säpo-ansatte Walter Kegö och Jan-Henrik Barrling med påstanden om at Säpo lå inde med informationer om at Palme myrdedes af en udenlandsk narkotikaorganisation. En kreds af personer skal have stået bag. Særligt nævnes en mand med et tilhørsforhold til Sovjetunionen, der angiveligt rejste til Sverige på falsk pas i 1985. Han skal være udpeget som palmemorderen og yderligere kobles han til to andre mord i Sverige. Barrling hævder at Säpo har oplysninger om at Sovjetunionen skulle have vist at mordet ville ske.
De to Säpo-ansatte var bundet af tavshedspligt, men i 2014 havde de to bedt den svenske regering om at blive fritaget fra hemmeligholdelsen. Det afslog regeringen.
Journalisten Anders Leopold kombinerer på sit store website to teorier: Dels teorien om Victor Gunnarsson som morderen, dels teorien om et amerikansk attentat. Således anser Leopold "at Gunnarsson var direkte koblet til et professionelt planlagt attentat mod FN's fredsmægler Olof Palme, iscenesat af Reagan-administrationen under vicepræsident George Bush og CIA-chefen William Caseys ledelse [...]."
Overfor journalisten Gunnar Wall påstod Eva Rausing at hun vidste hvem der begik mordet med hendes mand, milliardær-arvingen Hans Kristian Rausing, som kilde.
Efter Eva Rausing død i 2012 afviste Hans Kristian Rausing beskyldningerne som helt usande.
Historien trak overskrifter i den internationale presse.
Den måske nok mest besynderlige teori er tv-producenten Lars Krantz fremkommet med. Han påstår at Lisbeth Palme var den som skød og at Joakim Palme også er involveret.

## Kritik af efterforskningen
Det svenske politi har været udsat for megen kritik i deres efterforskning af Palmemordet.
Især "Palmerummet" under Hans Holmérs ledelse har været udsat for en sønderlemmende kritik.
Politiet beslaglagde ammunition nogle måneder før mordet hos Sigge Cedergren. Den beslaglagte ammunition er forsvundet for politiet. Hvis ammunitionen bliver fundet, kunne isotop-analyser øjensynligt besvare, om ammunitionen som Palme blev skudt med, har været i omløb i kredsen omkring Sigge Cedergren. Et sammenfald ville understøtte teorien om, at Christer Pettersson er morderen. Først henved 20 år efter mordet er Palme-efterforskeren Ingemar Krusell blevet opmærksom på den manglende ammunition.
Narkomanen Roger Östlund talte med Sigge Cedergren fra en telefon på Sveavägen i minutterne op til mordet. Politiet aflyttede Cedergrens telefon, men båndet med Östlunds samtale blev slettet.
Politiet foretog en tilsvarende telefonaflytning af Cedergrens spilleklub, men også den optagelse blev slettet, og indholdet blev heller ikke skriftligt dokumenteret.
Vagthavende på alarmcentralen besvarede ikke det første alarmopkald.
Politiet sendte et forkert signalement ud hvor man efterlyste to personer fra Ustasja.
Sveriges natradios første meddelelse om mordet indeholdt flere fejl. Det hed at Palme var død på Sabbatsberg sygehus og at han blev skudt klokken 23:30. Palme var allerede død før han nåede sygehuset og han blev skudt omkring 23:21. Desuden tog radioen fejl af Palmes alder.
Politiet havde ikke afspærret stedet for mordet ordentligt og var ikke i stand til selv at finde de to projektiler fra mordet.
Politiets teknikere forsøgte ikke at finde fingeraftryk på Dekorimas rude. Affaldspande blev ikke undersøgt.
Centrale vidner blev ikke afhørt lige efter mordet, politiets kommandocentral brød sammen og ingen vejspærringer stillet op.
Länspolitimester Hans Holmér overtog ledelsen af efterforskningen, men han havde ingen erfaring i mordefterforskning.
Politimanden Ingemar Krusell, der senere var central i efterforskningen, kaldte Palmerummet for en "bastard" og skrev at den indbefattede for størstedelens vedkomne "en samling dilettanter på mordefterforskningens område". Oplysninger blev ikke registreret ordentligt før de blev bragt til "Palmerummet".
Hans Holmér udtalelser om undersøgelse af Victor Gunnarsons jakke, kan have betydet at Christer Pettersson brændte sin jakke.
Der var læk i politiet ved Lisbeth Palmes vidneudsagn umiddelbart efter mordet. Det medførte et anstrengt forhold mellem politiet og Lisbeth Palme.
Börje Wingren og efterforskningen omkring Victor Gunnarsson er blevet stærkt kritiseret.
Episoden omkring Gunnarsson skabte en krise mellem Hans Holmérs ledelse og anklageren.
Offentliggørelsen af billederne af "fantomet" og "skyggen" er anset som en alvorlig fejl.
Politiets tekniske laboratorium, SKL, er kritiseret for at rengøre kuglerne da de undersøgte dem. En analyse af en eventuelt belægning kunne måske med Olof Palmes DNA endeligt fastslå at de fundne kugler rent faktisk var mordkuglerne.
Igennem lang tid forfulgte Hans Holmér og Säpos fungerende chef, Per Gunner Näss, PKK-teorien og brugte en meget stor del politiets ressourcer på netop denne.
I sin bog afslørede Hans Holmér navnene på flere vidner.
Under efterforskningen afslørede han også detaljer overfor reporteren Ann-Marie Åsheden og Ebbe Carlsson.
Ved Lisbeth Palmes konfrontation med Christer Pettersson blev der begået fejl.
Hendes identifikation har været diskuteret indenfor vidnepsykologi.
Lisbeth Palme havde tre holdepunkter ved identifikationen udover hendes erindring fra gerningsstedet: Fantombilledet, at han var misbruger og at han trak på benet.
Disse tre elementer havde været offentliggjort i medierne.
Spørgsmålet var om Lisbeth Palmes identifikation var baseret på hendes erindringer eller på informationen fra medierne.
Psykologen Sven-Åke Christianson har foretaget en undersøgelse af konfrontationsproceduren blandt studerende i Seattle, der må formodes ikke at kende til Christer Pettersson.
Han viste konfrontationsvideoen med de 12 opstillede personer og gav de studerende forskellig grad af information.
For de studerende der fik alle tre informationer gættede over 70% på Christer Pettersson i første valg.
Politiet nåede ikke at konfrontere øjenvidnet Yvonne Niemenen med Christer Pettersson før en journalist viste hende et billede af ham.
Christer Andersson der ejede en Magnum-revolver og boede tæt ved gerningsstedet blev ikke afhørt før ni år efter mordet. Hans revolver blev aldrig prøveskudt.
Palmegruppen blev ikke klar over Christer Anderssons selvmord før efter at hans lejlighed var tømt.

## Lignende sager
I 2003 den 11. september blev en anden markant svensk socialdemokratisk minister myrdet på et offentligt sted:
Den daværende udenrigsminister Anna Lindh blev stukket ned med en kniv i et stormagasin.
Morderen blev filmet af et overvågningskamera og identificeret.
Morderen, der havde psykiatriske problemer, blev først idømt en livsvarigt fængselstraf, som derefter blev omstødt til psykiatrisk forvaring,
for så igen at blive omstødt til livsvarigt fængsel.
Går man tilbage i historien finder man flere svenske ledere skudt.
I marts 1792 blev Gustav 3. af Sverige skudt under en maskerade på det kongelige operahus; attentatet der inspirerede Giuseppe Verdi til operaen Maskeballet (1859).
Mindre end hundrede år tidligere blev kong Karl 12. af Sverige skudt da han inspicerede sine tropper i Norge.
Om formiddagen 26. april 1999 blev den 37-årige Jill Dando skudt uden for sit hus i London.
Som Olof Palme og Anna Lindh var hun et kendt ansigt, da hun var tv-værtinde blandt andet på programmet Crimewatch.
Ligesom ved Palmemordet var der spekulation om et politisk mord. Hun havde været aktiv i at rejse støtte til Kosovo flygtninge.
Først mange måneder henne i efterforskningen blev en person sigtet.
Som Christer Petterson blev han først dømt og så frikendt.
Den 12. oktober 1999 skete et politisk attentat i Stockholm på Björn Söderberg, der var aktivist i Sveriges Arbejderes Centralorganisation (SAC), en lille anarkistiske fagforening.
Söderberg myrdedes af nazister.
Fra SAC's kontor på Sveavägen kan man se Olof Palmes mordsted.
Den 11. december 2010 sprang to bomber i det centrale Stockholm. En af eksplosionerne skete på Olof Palmes Gata ikke langt fra hvor Palme blev myrdet.
Endeligt er Palmemordet også sammenlignet med mordet på den amerikanske præsident John F. Kennedy, og de politiske forviklinger omkring efterforskningen er sammenlignet med Watergate-skandalen.
Som nationalt traume er Palmemordet, foruden mordet på Anna Lindh, også sammenlignet med Estonias forlis (hvor 852 døde, heraf mange svenskere), og tsunamikatastrofen efter jordskælvet i Det Indiske Ocean 2004.
Som en pludselig national tragisk begivenhed har mordet også kunnet bruges i et studie af blitzhukommelse i lighed med attentatforsøget på Ronald Reagan og Challenger-tragedien.

## Skildringer
Der er udgivet overordentlig mange bøger om Palmemordet.
Politifolk, journalister og amatørefterforskere har deltaget ivrigt i analysen af mordet og efterforskningen omkring det.

### Politifolk
Tre politifolk der har været centrale i dele af efterforskningen har skrevet bøger.
Efter han blev detroniseret skrev Hans Holmér bogen Olof Palme är skjuten udgivet 1988.
Börje Wingren, der var involveret i sagen mod Viktor Gunnarsson, skrev bogen Han sköt Olof Palme med baggrund i denne sag.
12 år efter mordet og hans efterforskning af Christer Pettersson udgav Ingemar Krusell bogen Palmemordets nakna fakta, hvor han blandt andet stærkt kritiserede efterforskningen under Holmér.
Reporteren Ann-Marie Åsheden havde tæt adgang til Hans Holmér i mordefterforskningens første måneder og i 1987 udgav hun en bog med titlen Jakten på Olof Palmes Mördare – De tre första måneden.
Det var dog ikke alt der fremkom, da Holmér havde sikret sig retten til at redigere.
I 2012 udgav Åsheden en anden bog om Holmér med titlen Förbannelsen. Hans Holmérs öde hvor hun havde gået igennem sit gamle materiale og interviewet politifolk og anklagere fra Holmérs tid. Hun mente at omverdens dom over Holmér var for hård.
I september 2012 trak forlaget hele oplaget af Åshedens nyudkomne bog tilbage på grund af en faktafejl. I bogen havde Åsheden skrevet at to politifolk var dømt i forbindelse med efterforskningen, men de var blevet frikendt.
Endnu en person med tilknytning til politiet har skrevet om Palmemordet: Forhenværende afdelingschef i Säpo, Ture Forsberg udgav i 2003 sine erindringer Spioner och spioner som spionerar på spioner. Spioner och kontraspioner i Sverige,
som rummer et kapitel om Palmemordet.
Endelig har den pensionerede kriminalkommissær Elving Gruvedal skrevet bogen Den slutliga sanningen om Palmemordet.

### Journalister
Den svenske journalist Gunnar Wall har skrevet flere bøger om sagen:
tobindsværket Mörkläggning – statsmakten och Palmemordet fra 1997 og Mordgåtan Olof Palme fra 2010.
Walls bog Konspirationer indeholder også et kapitel om Palmemordet med nye sager som ikke er behandlet i hans tidligere bøger.
Efter at efterforskningen blev nedlagt udgav Wall i 2023 Rättsskandalen Olof Palme: Mordet, syndabocken och hemligheterna.
I den forbindelse blev han interviewet til 24syvs podcast Det Hemmeligste Af Det Hemmelige.
Den svenske tv-journalist Lars Borgnäs udgav i 2006 En iskall vind drog genom Sverige: mordet på Olof Palme.
Senere blev det også til Nationens intresse fra 2011
og Olof Palmes sista steg: I sällskap med en mördare.
Borgnäs modtog juryens særskilte pris 2006 fra Föreningen Grävande Journalister med begrundelsen "För att under 20 års tid oförtrutet granskat utredningen av mordet på Olof Palme,med skarpsinniga faktabaserade slutsatser och ett kritiskt förhållningssätt till polisens arbete".
Den svenske journalist Sven Anér har også skrevet en længere række bøger om Palmemordet.
Den første var Polisspåret fra 1988,
senere blandt andet Cover-up fra 1999,
Palmegåtan - mot en lösning! fra 2002,
Palmemordet : de sammansvurna fra 2011,
og Mordets dunkel tätnar kring Lisbeth Palme og 2012.
I en årrække udgav han også tidsskriftet Palme-nytt.
Tidsskriftet er indskannet og gjort tilgængelig via Projekt Runeberg.

### Private efterforskere
Private efterforskere har forsøgt at gøre sit til efterforskningen.
Lars Larsson udgav via Books on Demand selv bogen Nationens fiende i 2016.
Det var denne bog der lancerede idéen om Skandiamanden som palmemorderen som politiet senere tog op.
Det svenske online diskussionsforum Flashback har en længere tråd om Palmemodet.
Tråden påbegyndtes i maj 2000 og var i 2018 nået op over 100.000 indlæg.
En dedikeret wiki til mordet findes på palmemordet.fandom.com.

### Engelsk-sprogede skildringer
I 2005 udgav lægen Jan Bondeson bogen Blood on the snow. The killing of Olof Palme på det amerikanske universitetsforlag Cornell University Press.
Bogen blev oversat til dansk og udgivet året efter af Gyldendal.
Før Bondesons bog var der i 1989 udkommet Death of a Statesman under forfatternavnet Ruth Freeman.
Forfatternavnet anses som et pseudonym for den svenske jurist Eiwe Tungstedt og bogen beskylder den irakiske sikkerhedstjeneste for at stå bag mordet.
Bondeson kalder bogen for "et egensindigt og fantasifuldt værk".
I 1991 udkom Chris Moseys Cruel Awakening som Bondeson beskriver som "et underholdende anti-svensk stridsskrift".
H.H.A. Cooper og L.J. Redlingers The Murder of Olof Palme fra 2003 er med Bondesons ord "endnu et egensindigt og spekulativt studie" som "tilsyneladende er uvidende om alle svenske standardværker om Palme-mordet."

### Danskere
Med baggrund i kommissionsrapporten og gerningsmandsprofilens GH har den danske journalist og forfatter Paul Smith siden 2006 udgivet tre bøger.
Den første var faktionskrimien Opklaringen af et meget omtalet mord (2006), senere i 2010 af den faglitterære Mordet på Olof Palme: Den endelige opklaring.
Det var i bogen Palmes morder? Det 20 århundredes mordgåde løst?
at navnet på gerningsmandsprofilens GH kom ud til en bredere skare.
Paul Smith havde tidligere været overbevist om, at Säpo var indblandet og havde skrevet en kronik om dette i Jyllands-Posten 2002.
Efter pressemødet i 2020 hvor man afsluttede efterforskningen udgav Smith hvad han selv kaldet en pamflet under titlen Den svenske inkvisition.
I 2023 blev det til endnu en bog fra Smiths side.
En anden dansker, Thomas Ladegaard, udgav i februar 2016 bogen Palmemordet.

### Fiktionsværker
Flere fiktionsværker er også blevet inspireret af mordet.
Kjell Sundvalls film fra 1998 Sista kontraktet (Den sidste kontrakt) handler om en ung politibetjent på jagt efter en lejemorder der myrder Palme.
Den kendte forfatter Leif GW Persson har udgivet den såkaldte 'Palme-trilogi': Mellem sommerens længsel og vinterens kulde, En anden tid et andet liv og Falder frit som i en drøm.
En svensk tv-serie der bygger på Leif GW Perssons bøger bliver instrueret af den danske filminstruktør Kristoffer Nyholm. Serien skal have premiere på svensk tv ved juletid i 2012.
Palmemordet er også brugt i John Douglas-Grays thrillerroman The Novak Legacy.
Med omdrejningspunkt i mordet præsenterede den svenske kunstner Makode Linde og skuespillerinden bag Pippi Langstrømpe, Inger Nilsson, kontroversielle kunstinstallationer ved lanceringen af kunsttidsskriftet "Mums" i 2012.

### Bøger
- 33-åringen (1988). Jag och Palmemordet.
- Jan Bondeson (4. april 2005), Blood on the Snow, Cornell University Press, ISBN 978-0-8014-4211-7, OCLC 474781057, OL 22622488M, Wikidata  Q121335546 . Oversat til dansk som Jan Bondeson (2006), Blodspor i sneen, København: Gyldendal, ISBN 978-87-02-04518-5, Wikidata  Q121356477
- Lars Borgnäs (2006), En iskall vind drog genom Sverige - Mordet på Olof Palme, Stockholm: Norstedts Förlag, ISBN 978-91-1-301463-0, OCLC 500491612, OL 19837772M, Wikidata  Q121307800
- Lars Borgnäs (2011). Nationens intresse. Norstedts. ISBN 9789113033235.
- Claes Borgström (1991). Rättegången om mordet på Olof Palme : en advokats analys. Rabén & Sjögren. ISBN 91-29-61551-8.
- H. H. A. Cooper & Lawrence J. Redlinger (januar 2004). The Murder of Olof Palme: A Tale of Assassination, Deception and Intrigue. Edwin Mellen Press. ISBN 0773465871.
- Ture Forsberg (2003). Spioner och spioner som spionerer på spioner. Spioner och kontraspioner i Sverige. Hjalmerson & Högberg.
- Thomas Kanger (1987). Mordet på Olof Palme. Utredning på villospår. Ordfronts förlag. ISBN 91-7324-298-5.
- Hannu Tapani Klamis (1990). Mordet på Olof Palme – en bevisteoretisk studie.
- Thomas Ladegaard (2016), Palmemordet, København: Nyt Nordisk Forlag Arnold Busck, ISBN 978-87-17-04452-4, OCLC 941579892, Wikidata  Q121335297
- Lars Larsson (1. februar 2016), Nationens fiende, OL 36698693W, Wikidata  Q96217657
- Karl Alvar Nilsson (2001). Ondskan, hatet, mordet.
- Kari og Pertti Poutiainen (1994). Inuti labyrinten.
- Paul Smith (2010). Mordet på Olof Palme. Den endelige opklaring. Hovedland.
- Paul Smith (2012). Palmes morder? Det 20. århundredes mordgåde løst?. Hovedland.
- Paul Smith (2023), Morderen fra Svea's café, Gjern: Forlaget Hovedland, ISBN 978-87-7070-849-4, OCLC 1375632683, Wikidata  Q129661897
- Kerstin Vinterhed (2011). Mordet : om öppna och dolda motsättningar bakom Palmemordet. ISBN 9789172241053.
- Gunnar Wall (1997). Mörklägning: Statsmakten och Palmemordet. Bokförlaget Kärret. ISBN 91-972805-1-8.
- Gunnar Wall (september 2010). Mordgåtan Olof Palme. Bokförlaget Semic. ISBN 9789155256036. Som paperback: ISBN 978-91-552-5756-9
- Gunnar Wall (2015). Konspiration Olof Palme.
- Erik Åsard (2006). Det dunkelt tänkta: Konspirationsteorier om morden på John F. Kennedy och Olof Palme.
- Ann-Marie Åsheden (1987). Jakten på Olof Palmes Mördare - De tre första måneden.
- Ann-Marie Åsheden (2012). Förbannelsen. Hans Holmérs öde.

### Video og udsendelser
- Palme - sista timmarna, Sverige, 2015, 1 time 25 minutter.

### Offentlige undersøgelser
- Juristkommissionen med anledning av mordet på statsminister Olof Palme (1987), Juristkommissionens rapport om händelserna efter mordet på statsminister Olof Palme, Swedish Government Official report, Stockholm, Wikidata  Q80291925
- Juristkommissionen med anledning av mordet på statsminister Olof Palme (1987), Juristkommissionens rapport om händelserna efter mordet på statsminister Olof Palme, Swedish Government Official report, Stockholm, ISBN 91-38-10097-5, Wikidata  Q80291927
- Lars Eric Ericsson; Inga-Britt Ahlenius; Hans-Gunnar Axberger; Gun-Britt Mårtensson; Håkan Winberg; Granskningskommissionen i anledning av utredningen av mordet på statsminister Olof Palme (1999), Brottsutredningen efter mordet på statsminister Olof Palme Granskningskommissionens betänkande, Granskningskommissionens betänkande i anledning av Brottsutredningen efter mordet på statsminister Olof Palme, Swedish Government Official report, Stockholm, ISBN 91-7610-896-1, Wikidata  Q121362780

59°20′12″N 18°03′46″Ø / 59.3366°N 18.0628°Ø